# Just a Souvenir
Albums de Squarepusher
Hello Everything
(2006) Numbers Lucent
(2009)
Just A Souvenir est un album créé par Squarepusher, qui est sorti physiquement le 27 octobre 2008. L'album était disponible à partir 15 septembre 2008 en téléchargement sur le site Bleep.com.
La conception de ce 11e album est issue en grande partie d'un rêve de Tom Jenkinson qui était assez farfelu.
L'album reste dans son style un mélange de jazz fusion accompagné d'une guitare classique, mélangée à des enregistrements alliant le math rock et le funk.

## Liste des morceaux
| Juste A Souvenir | Juste A Souvenir                          | Juste A Souvenir | Juste A Souvenir | Juste A Souvenir | Juste A Souvenir | Juste A Souvenir | Juste A Souvenir | Juste A Souvenir | Juste A Souvenir |
| No               | Titre                                     | Durée            |                  |                  |                  |                  |                  |                  |                  |
| ---------------- | ----------------------------------------- | ---------------- | ---------------- | ---------------- | ---------------- | ---------------- | ---------------- | ---------------- | ---------------- |
| 1/A1.            | Star Time 2                               | 5:02             |                  |                  |                  |                  |                  |                  |                  |
| 2/A2.            | The Coathanger                            | 4:03             |                  |                  |                  |                  |                  |                  |                  |
| 3/A3.            | Open Society                              | 1:04             |                  |                  |                  |                  |                  |                  |                  |
| 4/A4.            | A Real Woman                              | 3:04             |                  |                  |                  |                  |                  |                  |                  |
| 5/A5.            | Delta-V                                   | 4:08             |                  |                  |                  |                  |                  |                  |                  |
| 6/A6.            | Aqueduct                                  | 1:38             |                  |                  |                  |                  |                  |                  |                  |
| 7/A7.            | Potential Govaner                         | 2:11             |                  |                  |                  |                  |                  |                  |                  |
| 8/B1.            | Planet Gear                               | 4:03             |                  |                  |                  |                  |                  |                  |                  |
| 9/B2.            | Tensor In Green                           | 3:42             |                  |                  |                  |                  |                  |                  |                  |
| 10/B3.           | The Glass Road                            | 7:10             |                  |                  |                  |                  |                  |                  |                  |
| 11/B4.           | Fluxgate                                  | 1:08             |                  |                  |                  |                  |                  |                  |                  |
| 12/B5.           | Duotone Moonbeam                          | 2:27             |                  |                  |                  |                  |                  |                  |                  |
| 13/B6.           | Quadrature                                | 3:20             |                  |                  |                  |                  |                  |                  |                  |
| 14/B7.           | Yes Sequitur                              | 1:35             |                  |                  |                  |                  |                  |                  |                  |
| 15.              | Syntax 2 (bonus track sur le CD japonais) | 1:45             |                  |                  |                  |                  |                  |                  |                  |
| 44:27            |                                           |                  |                  |                  |                  |                  |                  |                  |                  |